# Programme Ariel

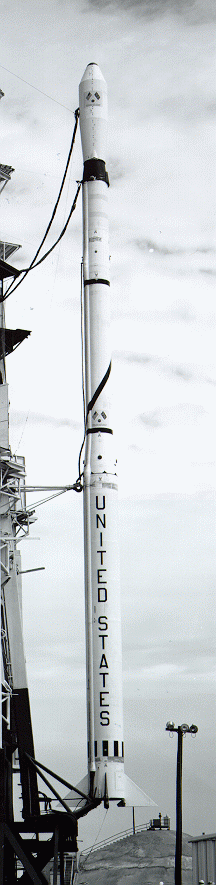
Ariel 2 et la fusée Scout X-3 qui doit la lancer.

Le programme Ariel désigne une série de satellites scientifiques développés par le Royaume-Uni dans les années 1960 et 1970 avec l'assistance de la NASA.  Ariel 1, lancé en 1962,  est le premier satellite anglais mis en orbite.

## Historique

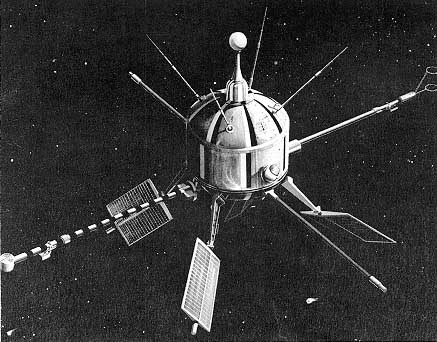
Ariel 1

En 1959 au cours d'une réunion du Comité pour la Recherche Spatiale (COSPAR), les États-Unis proposent aux autres pays participants de lancer des satellites scientifiques développés par leurs scientifiques. Le Royaume-Uni fait partie des pays qui acceptent l'offre. Les objectifs et la répartition des taches sont mis au point dans le cadre de discussions qui ont lieu en 1959 et 1960. Le premier satellite, Ariel 1, est construit par le centre de vol spatial Goddard de la NASA tandis que les instruments scientifiques sont fournis par le Royaume-Uni. Six expériences sont embarquées : trois portent sur l'étude de l'ionosphère, deux sur des mesures du rayonnement du Soleil et la dernière sur l'étude des rayons cosmiques. Le satellite est mis en orbite avec succès le 26 avril 1962 par une fusée Thor-Delta tirée depuis la Base de lancement de Cape Canaveral. Dans le cadre de ce programme cinq autres satellites avec des objectifs scientifiques proches (astronomie haute énergie, tests de nouvelles technologies spatiales) sont placés en orbite entre 1964 et 1979 par des lanceurs américains. Le troisième satellite et les suivants sont entièrement construits par les techniciens anglais. Tous les engins spatiaux du programme Ariel sont placés sur une orbite terrestre basse.

## Principales caractéristiques des satellites du programme
| Satellite | Date de lancement | Lanceur    | Base de lancement     | Identifiant Cospar | Masse  | Charge utile                                                                                                   | Commentaire                                                            |
| --------- | ----------------- | ---------- | --------------------- | ------------------ | ------ | --- | ---------------------------------------------------------------------- |
| Ariel 1   | 26 avril 1962     | Thor-Delta | Cape Canaveral        | 1962-015A          | 62 kg  | Étude de l'ionosphère                                                                                          | Premier satellite anglais mis en orbite                                |
| Ariel 2   | 27 mars 1964      | Scout X3   | Wallops Island        | 1964-015A          | 68 kg  | Mesure du bruit radio venant la galaxie                                                                        |                                                                        |
| Ariel 3   | 5 mai 1967        | Scout A    | Vandenberg            | 1967-042A          | 90 kg  | Mesure du bruit radio venant de la galaxie, étude du milieu spatial                                            | Premier satellite anglais entièrement conçu et fabriqué au Royaume-Uni |
| Ariel 4   | 11 décembre 1971  | Scout B1   | Vandenberg            | 1971-109A          | 100 kg | Mesure du bruit radio venant de la galaxie, étude du milieu spatial                                            |                                                                        |
| Ariel 5   | 15 octobre 1974   | Scout B1   | Plate-forme San Marco | 1974-077A          | 131 kg | Étude des rayons cosmiques Étude du rayonnement X d'origine spatiale                                           |                                                                        |
| Ariel 6   | 2 juin 1979       | Scout D1   | Wallops Island        | 1979-047A          | 155 kg | Étude des rayons cosmiques Étude du rayonnement X d'origine spatiale Tests de nouvelles technologies spatiales |                                                                        |

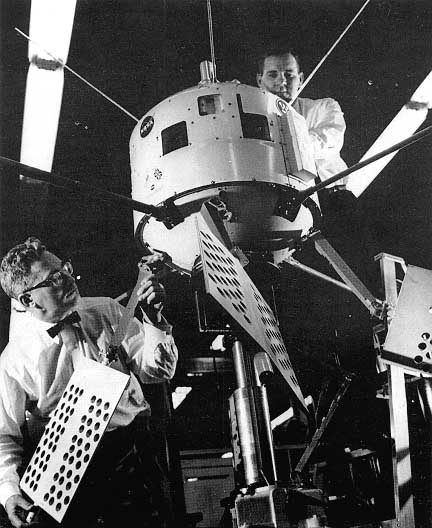
Assemblage d'Ariel 2
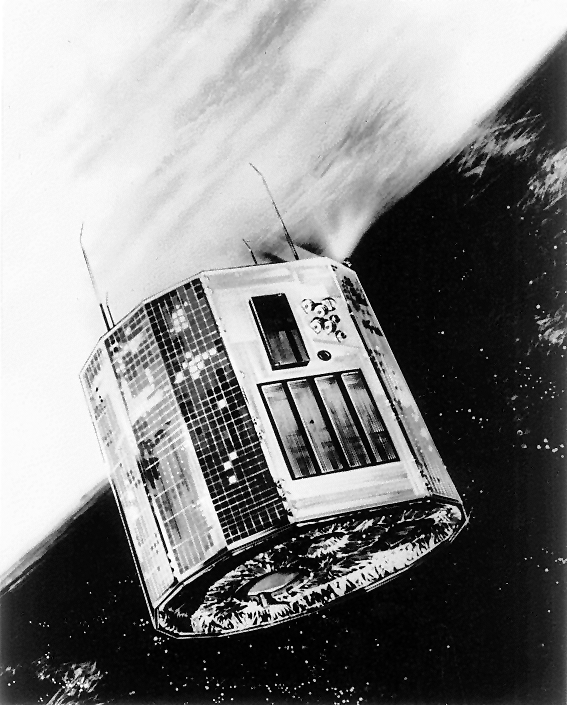
Ariel 5
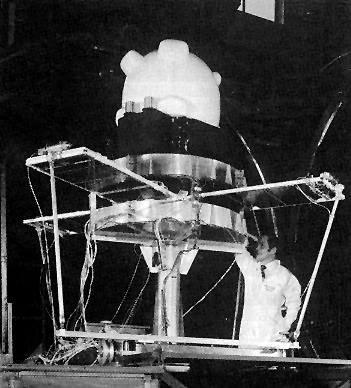
Ariel 6